# Rundviks kyrka
Rundviks kyrka är en kyrkobyggnad som tillhör Nordmalings församling i Luleå stift. Den är placerad på kyrkberget, med utsikt över Rundviks samhälle och Nordmalingsfjärden.

## Kyrkobyggnaden
Kyrkan som uppfördes 1930 är en rektangulär träbyggnad med lertegelklätt sadeltak. Koret är smalare och entrédelen något högre än långhuset. Fasaden är klädd med faluröd, stående träpanel. Fönstren är rundbågade och målade i vitt. Församlingsdelen är sammanbyggd med kyrkan. Kyrkorummet har brutet tak, koret är femsidigt. Sin nuvarande karaktär fick kyrkan 1954 efter Erik Fants ombyggnad. Då tillkom nuvarande korabsid och kyrkan målades röd från att tidigare ha varit vit. Elektrisk uppvärmning installerades.
Klockstapeln tillkom 1954. Kyrkklockan var en gåva från Nordmalings Ångsågs AB.

## Inventarier
- Altartavlan är målad av Einar Forseth. Dess motiv är "Jesus stillar stormen".
- Orgeln med elva stämmor och två manualer är tillverkad av Grönlunds Orgelbyggeri i Gammelstad.